# Philippe Pigeard
Pour les articles homonymes, voir Pigeard.
 (août 2012).
Si vous disposez d'ouvrages ou d'articles de référence ou si vous connaissez des sites web de qualité traitant du thème abordé ici, merci de compléter l'article en donnant les références utiles à sa vérifiabilité et en les liant à la section « Notes et références ».
Philippe Pigeard est un musicien français né en 1966 à Cherbourg,, membre du groupe Tanger.

## Musique
- Tanger, LP 1997, Mercury, Polygram.
- La Mémoire insoluble, LP 1998, Mercury, Polygram.
- Tanger, ville ouverte, EP live 1999, Sono GT.
- Le détroit, LP 2000, Mercury Universal.
- Le plan du film, BO du film de Orlan, 2001, Al Dante.
- L’Amour fol, LP 2003, Mercury Universal.
- Il est toujours 20 heures dans le monde moderne, LP 2008, Motors / Dreyfus Music.

## Littérature
- Les Tourments d’azur, poésie, l’Inconsistance, 1995
- Lignes de mâcle, poésie, l’Inconsistance, 1998
- Bouts d’essai, OLNI, Gags, 2001
- Les Commissures de l’Interzone, poésie, Derrière La salle de bains, 2008
- La Piqûre, poésie, Derrière La salle de bains, 2009
- Fugue, poésie, Derrière La salle de bains, 2009
- Vertigo, Derrière la salle de bains, 2013
- En compagnie d’Antonin Artaud, Derrière la salle de bains, 2014

## Performances / Arts plastiques / Chorégraphie
- Pour en finir avec le jugement de Dieu, action /performance en hommage à Artaud à l’église de Saint-Germain-des-prés, 1997.
- Crash landing, danse, chorégraphie de Meg Stuart, théâtre de la Ville 1998.
- Le plan du film, performance avec Orlan, Fondation Cartier, 1999.
- Bleeding Stones, danse, chorégraphie de Nasser Martin-Gousset, ménagerie de verre, 2000.